# سونیا والنتووا
سونیا والنتووا (اسلواکی: Soňa Valentová؛ زادهٔ ۳ ژوئن ۱۹۴۶) بازیگر اهل کشور اسلواکی است.
از فیلم‌ها یا برنامه‌های تلویزیونی که وی در آن نقش داشته‌است می‌توان به پتک جادوگران اشاره کرد.